# Александар Зеремски
Александар Зеремски (Београд, 15. јун 1969) српски је предузетник, инвеститор и економиста. Први је и једини сертификовани  - стручњак који је специјализован за идентификацију и процену квалитета воде за пиће, укључујући њен укус и мирис на простору Србије и Западног Балкана.

## Биографија
Дипломирао је 1995. године на Економском факултету Универзитета у Београду, а докторирао 2006. године на Универзитету за трговину и банкарство Универзитета Алфа БК.
На предлог Економског института у Београду, Министарство науке Републике Србије доделило му је 2008. године научно звање „Научни сарадник у области друштвених наука – економија”.
Научно звање “Виши научни сарадник у области друштвених наука – економија”, доделило му је 2014. године Министарство просвете, науке и технолошког развоја Републике Србије, а на предлог Института друштвених наука у Београду.
Бави се и научним радом из области друштвених наука - економије и управљања организациoним системима. Оснивач и директор је компаније Spring Up Alijansa из Београда, која је власник бренда Дивна вода.
Био је члан Научног одбора Економског института у Београду од 2007. до 2017. године.
Живи у браку са  диригентом Дивном Љубојевић и има три ћерке - Мању, Миу и Нину

## Пословна каријера
Прве пословне кораке започео је 1992. године у првој приватној банци у Србији, Карић банка ДД Београд, као референт, да би напредовао и већ у 26. години постао Директор кредитног сектора банке. Године 1999. постао је Извршни директор за послове са привредом у Астра банци АД Београд.
Преласком у медије 2002. године постаје Генерални директор РТВ БК Телекома, где је провео наредне четири године. Као челник те телевизије, уз најпрепознатљивију информативну емисију „Телефакт”, на домаћи медијски простор доноси и тада најексклузивније и најскупље телевизијске формате, који су потом постали најгледанији на овим просторима – „Милионер”, „Најслабија карика”, „Поп идол”, итд.
Своју каријеру наставља у Економском институту у Београду, где се у периоду од 2007. до 2017. године бави научним радом и учествује на реализацији многобројних пројеката које финансира Министарство науке Владе Републике Србије.
Од 2008. до 2011. године ангажован је у међународној консултантској компанији Deloitte Србија, на месту потпредседника, док наредне године проводи у пружању консалтинг услуга на многим приватним пројектима.
Са групом пријатеља 2018. године основао је компанију Spring Up Alijansa са седиштем у Београду. Делатност компаније је продаја и дистрибуција воде под регистрованим и заштићеним називом „Дивна”. Профилишући бренд „Дивна” кроз портфолио неколико природних изворских вода, са назнаком „Здраве воде Србије”, на тржиште Србије доноси нови смисао у погледу конзумације воде као прехрамбеног производа, подизањем свести потрошача.
Како би унапредио и пословање, али и личне афинитете у проучавању значаја воде у данашњем свету, 2024. године постао је први и до сада једини међународно сертификовани Water Sommelier на простору Србије и Западног Балкана. То међународно признање доделила му је Doemens Academy GmbH, најзначајнија европска сертификациона институција за ову област, чије је седиште у Немачкој.
Члан је удружења Water Sommelier Union са седиштем у Немачкој.